# Бренч, Тэд
Тэд Бренч (англ. Ted N. "Twig" Branch) — американский военно-морской деятель, военнослужащий ВМС США, вице-адмирал, с 2011 года — начальник разведывательного управления (РУ) военно-морских сил США.

## Краткая биография и образование
В 1979 г. окончил Высшее военное училище ВМС США в г. Аннаполис с дипломом бакалавра, в 1988 г. окончил Военную академию ВМС США (г. Ньюпорт, Род-Айленд) с дипломом магистра международных отношений.
После окончания Высшего военного училища ВМС Т. Брэнч прошёл подготовку в качестве офицера-лётчика авиации ВМС, за время подготовки освоив такие типы летательных аппаратов, как штурмовик «Корсар» A-7 и истребитель-бомбардировщик «Хорнет» F/A-18. Боевой опыт получил во время вторжения АОИ в Ливан в 1982 г., вторжения США на Гренаду в 1983 г., операции сил НАТО в бывшей Югославии в 1995 г. и при вторжении ВС США в Ирак в 2003 г..

## Действительная служба в Военно-морских силах США

### Курсант военного училища ВМС США
1971 г. — окончил Высшее военное училище ВМС США. 

Прошёл курс подготовки офицеров-лётчиков ВМС с присвоением классности лётчика морской авиации. 

Освоил состоящий на вооружении авиации ВМС штурмовик «Корсар» A-7. 

Направлен на действительную службу в авиацию ВМС США.

### Служба в лётных должностях
1980—1995 гг.
- офицер-лётчик (15-я истребительно-бомбардировочная авиаэскадрилья 3-го авианосного авиакрыла) (военный аэродром ВМС «Океана» (Вирджиния))
- офицер-лётчик (37-я ибаэ 8-го авианосного авиакрыла («Океана» (Вирджиния))

1982. 6 — принимал участие в боевых вылетах на территорией Ливана (37-я ибаэ на борту АВ № 67 «(Кеннеди»))

1983. 10 — принимал участие в боевых вылетах во время вторжения ВС США на Гренаду (15-я ибаэ на борту АВ № 62 («Индепенденс»))

1990. 10 — принимал участие в боевых вылетах во время подготовки вторжения сил многонациональной коалиции в Ирак (15-я АЭ ИБА на борту АВ № 62 («Индепенденс»))
- зам.комэска (15-я ибаэ 3-го авианосного авиакрыла) («Океана» (Вирджиния)
- старпом авианесущего корабля (авианосец № 74 («Стеннис»))

1988 г. — прошёл переподготовку на многоцелевой истребитель-бомбардировщик «Хорнет» F/A-18
- лётчик-инструктор (106-я УБАЭ ВМС («Океана») (Вирджиния)

1995. 10 — принимал участие в боевых вылетах во время бомбардировок ВВС НАТО б. Республики Югославия (15-я авиаэскадрилья истребителей-бомбардировщиков на борту авианосец № 71 («Рузвельт»))

### Служба в командных и административных должностях
- командир корабля (командно-штабной корабль 3-го флота ВМС США ДКД № 11 («Коронадо») (типа «Остин») (порт приписки «Перл-Харбор»)
- слушатель УЦ ядерных ГЭУ ВМС США
- сотрудник аппарата ОКНШ США
- помощник командующего (Тихоокеанский флот ВМС США)
- начальник отдела (оперативный отдел аппарата Главкома ВМС США
- командир авианесущего корабля (авианосец № 68 («Нимиц»)) (порт приписки «Китсэп») (капитан 1-го ранга)
- командир соединения (1-я АУГ США) (порт приписки «Сан-Диего» (Калифорния), флагман авианосец № 70 («Винсон»)) (мл. контр-адмирал)
- командующий авиацией флота (Главное командование ВМС (Атлантический флот)) (контр-адмирал)

### В военном руководстве ВМС
2013. 7 — начальник управления и зам. Главкома вида ВС (РУ ВМС, заместитель по вопросам психологической войны) (вице-адмирал)

## Коррупционный скандал в ВМС США
В 2013 г. контр-адмирал Т. Брэнч был временно отстранён от службы по просьбе следственного управления ВМС в связи с судебным разбирательством по вопросу возможного соучастия в коррупции с компанией-подрядчиком ВМС «Гленн-Марин», обслуживавшей корабли ВМС в п. Сингапур.. Т. Брэнчу был вынесен официальный выговор в связи с получением подарков от компании-подрядчика в его бытность в должности помощника командующего Тихоокеанским флотом ВМС США
.

## Порядок чинопроизводства
| Знак | Чин                   | Дата производства |
| ---- | --------------------- | ----------------- |
|      | Адмирал               |                   |
|      | Вице-адмирал          |                   |
|      | Контр-адмирал         |                   |
|      | Младший контр-адмирал |                   |
|      | Капитан 1-го ранга    |                   |
|      | Капитан 2-го ранга    |                   |
|      | Капитан 3-го ранга    |                   |
|      | Капитан-лейтенант     |                   |
|      | Лейтенант ВМС         |                   |
|      | Мичман (энсин)        |                   |

## Правительственные награды США и личные знаки

### Личные знаки
| Знак | Наименование                                      | Примечания |
| ---- | ------------------------------------------------- | ---------- |
|      | Личный знак члена ОКНШ США                        |            |
|      | Знак классности лётчика военно-морской авиации    |            |
|      | Знак сотрудника штаба психологической войны и РЭБ |            |

### Правительственные награды США
| Медаль | Планка                                   | Наименование                                   | Отличие              |
| ------ | ---------------------------------------- | ---------------------------------------------- | -------------------- |
|        | Серебряная звезда повторного награждения | Орден «Легион Почёта»                          | С серебряной звездой |
|        |                                          | Медаль «За операцию „Буря в пустыне“»          |                      |
|        |                                          | Медаль «За борьбу с международным терроризмом» |                      |

### Награды видов Вооружённых сил США
| Медаль  | Планка                                                                                     | Наименование                                           | Отличие                                             |
| МО США  |                                                                                            |                                                        |                                                     |
| ------- | ------------------------------------------------------------------------------------------ | ------------------------------------------------------ | --------------------------------------------------- |
|         |                                                                                            | Медаль Почёта (МО США)                                 |                                                     |
| ВС США  |                                                                                            |                                                        |                                                     |
|         | Золотая звезда повторного награждения                                                      | Медаль Почёта (ВС США)                                 | C золотой звездой                                   |
|         |                                                                                            | Медаль «За службу в ВС США»                            |                                                     |
|         | Бронзовая звезда за службу                                                                 | Медаль «За службу в ВС США»                            | C бронзовой звездой                                 |
|         |                                                                                            | Медаль «За боевые заслуги» (экспедиционных сил ВС США) |                                                     |
|         |                                                                                            | Медаль «За участие в КТО» (экспедиционных сил ВС США)  |                                                     |
| ВМС США |                                                                                            |                                                        |                                                     |
|         | Литера «V» · Золотая звезда повторного награждения · Золотая звезда повторного награждения | Медаль Почёта (ВМС США)                                | C двумя золотыми звёздами и знаком участника БД     |
|         |                                                                                            | Медаль «За заслуги» (ВМС США)                          |                                                     |
|         | Бронзовая звезда за службу                                                                 | Медаль «За боевые заслуги» (экспедиционных сил ВМС)    | C бронзовой звездой                                 |
|         |                                                                                            | Нашивка «Отличник боевой подготовки» (ВМС США)         | Со знаком отличия за пять проверок командования ВМС |
|         | Бронзовая звезда за службу · Серебряная звезда за службу                                   | Нашивка «За одну БС» (ВМС США)                         | C серебряной и бронзовой звёздами                   |
|         |                                                                                            | Медаль «За отличную стрельбу из пистолета» (ВМС США)   |                                                     |
| ВВС США |                                                                                            |                                                        |                                                     |
|         |                                                                                            | Медаль ВВС США                                         | C числом боевых вылетов                             |

### Коллективные поощрения Вооружённых сил США
| Медаль         | Планка                     | Наименование                              | Примечания                          |
| Частей ВС США  |                            |                                           |                                     |
| -------------- | -------------------------- | ----------------------------------------- | ----------------------------------- |
|                |                            | Коллективная Лента Почёта (частей ВС США) |                                     |
|                |                            | Коллективная Лента Почёта (частей ВС США) |                                     |
|                |                            |                                           |                                     |
| Частей ВМС США |                            |                                           |                                     |
|                | Бронзовая звезда за службу | Лента «Показательная часть» (ВМС США)     | C бронзовой звездой за участие в БС |
|                |                            | Лента «Часть-отличник» (ВМС США)          |                                     |